# Hanna Łyczbińska
Hanna Łyczbińska (ur. 20 kwietnia 1990 w Toruniu) – polska florecistka, mistrzyni uniwersjady, indywidualna mistrzyni Europy do lat 23 (2012), indywidualna mistrzyni Polski (2016), siostra-bliźniaczka florecistki Marty Łyczbińskiej. Jest żołnierzem Wojska Polskiego.

## Kariera sportowa
Karierę sportową rozpoczęła w 1999 w klubie Nowy Sokół Toruń, od 2004 była zawodniczką Budowlanych Toruń, w latach 2010-2014 reprezentowała barwy Sietom AZS AWF Gdańsk, następnie została zawodniczką KU AZS-UAM Poznań.
W swojej karierze zdobyła mistrzostwo Polski indywidualnie (2016), brązowy medal mistrzostw Polski indywidualnie (2012, 2017), mistrzostwo Polski drużynowo (2013, 2016, 2020), wicemistrzostwo Polski drużynowo (2005, 2017), brązowe medale mistrzostw Polski drużynowo (2009, 2010).
Na arenie międzynarodowej odnosiła sukcesy w kategoriach młodzieżowych. W 2007 zdobyła indywidualnie brązowy medal mistrzostw świata w kategorii do lat 17. W 2008 została drużynową mistrzynią świata w kategorii do lat 20, w 2010 w tej samej kategorii wiekowej zdobyła brązowe medale indywidualnie i drużynowo. Na mistrzostwach Europy do lat 17 zdobyła brązowy medal drużynowo w 2007. Na mistrzostwach Europy do lat 20 wywalczyła wicemistrzostwo drużynowo (2008) oraz dwa brązowe medale drużynowo (2006, 2009). W kategorii do 23 lat zdobyła w 2012 indywidualne mistrzostwo Europy (w finale wygrała z siostrą Martą Łyczbińską) oraz mistrzostwo (2012), wicemistrzostwo (2013) i brązowy medal (2011) drużynowo. W 2011 zdobyła drużynowe wicemistrzostwo Letniej Uniwersjady.
Reprezentowała Polskę na mistrzostwach świata seniorów w 2013 (5 m. drużynowo i 57 m. indywidualnie) i 2015 (15. miejsce indywidualnie i 8. miejsce drużynowo) oraz mistrzostwach Europy seniorów w 2013 (20. miejsce indywidualnie i 5. miejsce drużynowo)  2014 (17. miejsce indywidualnie i 4. miejsce drużynowo), 2015 (16. miejsce indywidualnie i 5. miejsce drużynowo) i 2016 (18. miejsce indywidualnie i 5. miejsce drużynowo).
W 2017 roku podczas letniej uniwersjady w Tajpej zdobyła wraz z drużyną brązowy medal, pokonując w pojedynku o trzecie miejsce Węgry 45–31.